# Tel Aviv Pride

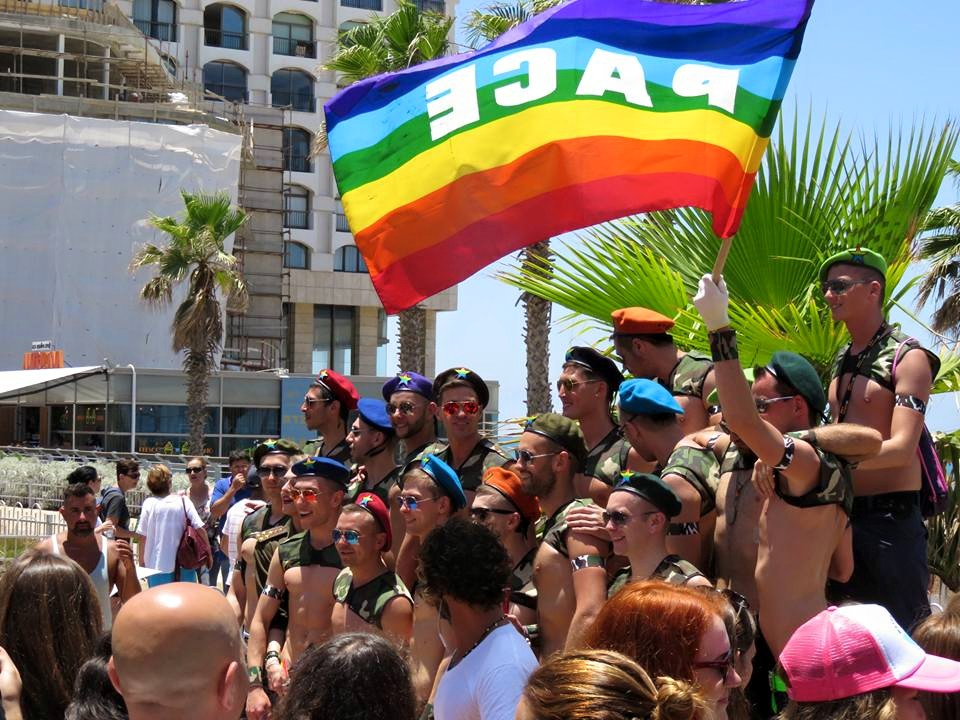
De pride in Tel Aviv, 2015.

Tel Aviv Pride (Hebreeuws: מצעד הגאווה בתל אביב; Mitza'ad Hagava be'Tel Aviv, letterlijk: 'de parade van trots in Tel Aviv') is de grootste LGBT-parade in zowel Israël als het continent Azië. In 2019 werd het bezocht door meer dan 250.000 mensen. Het week durende evenement, dat door de gemeente Tel Aviv-Jaffa wordt gefinancierd, vindt jaarlijks in de tweede week van juni plaats.

## Achtergrond
In de eerste decennia van Israëls bestaan stelde de bevolking zich doorgaans conservatief, homofoob en onverdraagzaam op jegens de LGBT-gemeenschap. Homoseksualiteit is de facto legaal sinds 1963 en de jure sinds 1988. Het werd op 22 maart 1988 door de Knesset gedecriminaliseerd.
Sindsdien maakte het land in relatief korte tijd een enorme verandering door; de homo-rechten zijn aanzienlijk verbeterd en steeds meer bekende figuren kwamen gaandeweg uit de kast. De regisseur en voormalig journalist Yair Qedar publiceerde de allereerste Israëlische homokrant HaZman HaVarod (הזמן הוורוד; 'De roze tijd') en kwam in 2009 met de documentaire Gay Days waarin hij de 'roze revolutie' in Israël in kaart bracht.
Na enkele kleine protestbijeenkomsten, die in de voorgaande jaren hadden plaatsgevonden en waarbij de opkomst - uit angst te worden herkend - vaak laag was, werd in 1998 de eerste pride in de huidige vorm georganiseerd. De overwinning van de transgender Dana International tijdens het Eurovisiesongfestival dat jaar zou hiervoor een grote bijdrage hebben geleverd. Sindsdien is het evenement jaarlijks gehouden.
Tot 2005 werd de Tel Aviv Pride georganiseerd door de HaAguda, een Israëlische non-profit LGBT-rechtenorganisatie. Door de toenemende populariteit konden zij het evenement niet meer financieren. In 2006 werd de bezoekers gevraagd om donaties, waar niet positief op werd gereageerd en er als gevolg dat jaar geen pride plaatsvond. Hierop besloot de gemeente Tel Aviv-Jaffa het week durende evenement voortaan te organiseren en financieren.
In 2013 kreeg de pride veel media-aandacht doordat politicus Yair Lapid bij de opening een toespraak hield. In 2018 was het 30 jaar geleden dat homoseksualiteit werd gedecriminaliseerd en 20 jaar geleden dat de eerste pride plaatsvond. Ter gelegenheid hiervan marcheerden bijna een kwart miljoen in de tot dan toe grootste parade ooit in Israël gehouden. Een jaar later kwamen er meer dan 250.000 bezoekers op het evenement af.
Tegenwoordig wordt de Tel Aviv Pride beschouwd als het belangrijkste culturele evenement in Israël. Jaarlijks komen er tienduizenden toeristen naar Tel Aviv om aan de pride deel te kunnen nemen. Zij zouden inmiddels een grote inkomstenbron voor de stad zijn. In 2017 zou het gaan om 100 miljoen sjekel, omgerekend circa 25 miljoen euro.
Ondanks het succes blijven mensenrechtenorganisaties aandacht vragen voor zaken waar de LGBT-gemeenschap mee te maken krijgt, zoals de gedwongen prostitutie van dakloze jongeren, de toename van AIDS en het feit dat de Tel Aviv Pride bijdraagt aan het pinkwash-fenomeen.